# Kauwgombalijsje

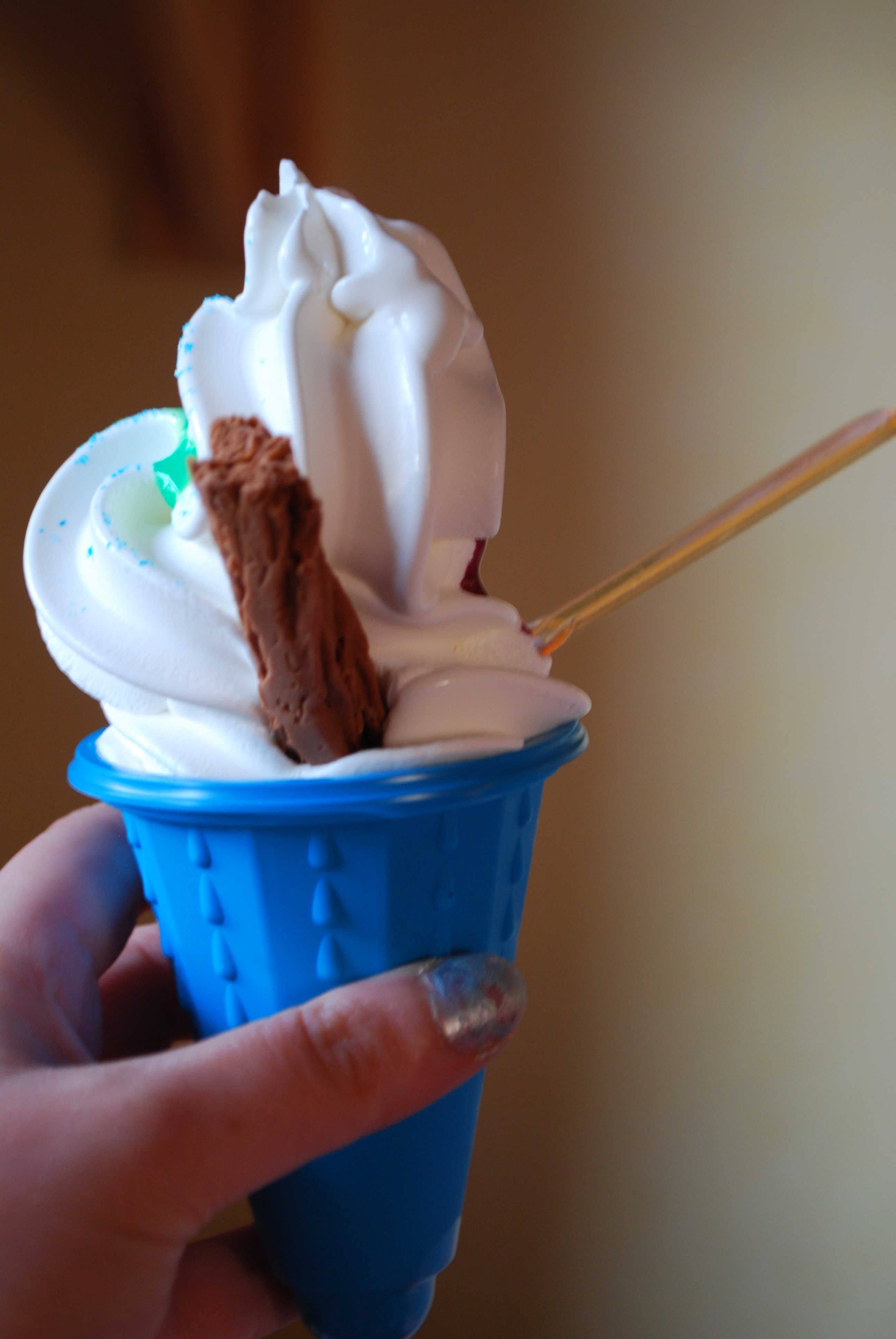
Een kauwgombalijsje in een blauw bekertje

Een kauwgombalijsje of kauwgomballenijsje is een soort consumptie-ijs.

## Beschrijving
Het kauwgombalijsje wordt verkocht in een (kunststof) bekertje in de vorm van een omgekeerd kegeltje of shuttle. Het ijs zelf heeft traditioneel vanille- en kersensmaak. Het ijs komt echter in verschillende smaken en soorten, zoals roomijs, melkijs, softijs of slush. Helemaal onderin, in het smalste punt van het bekertje, zitten een of meerdere kauwgomballen. Deze kunnen er pas uitgehaald worden als het ijs met een lepeltje uit het bekertje is gegeten.
Kauwgombalijsjes kunnen voorverpakt worden gekocht, of direct van de ijscoman, die dan zelf de kauwgombal(len) en het ijs in het bekertje doet.
Het kauwgombalijsje staat bekend onder verschillende namen. (Merk)namen waaronder het ijsje bekend staat omvatten Gompie, Gombal, Gumball Cone, kauwgombeker, Tuut en Capriool.

## Geschiedenis
Het kauwgombalijsje werd bedacht en kwam op de markt in de jaren '70. In de Verenigde Staten werden ze door rondrijdende ijscowagens verkocht. Later werd hier ook de Two-Ball Screwball op de markt gebracht, een kauwgombalijsje met twee kauwgomballen.
In 2023 bleek uit een vragenlijst onder de Britse bevolking dat het kauwgombalijsje het populairste ijsje uit hun jeugd was. Van de participanten noemden 17% het ijsje als hun favoriet.